# Saint-Caprais-de-Blaye
Saint-Caprais-de-Blaye foi uma comuna francesa na região administrativa da Nova Aquitânia, no departamento da Gironda. Estendia-se por uma área de 5,2 km². Em 2010 a comuna tinha 1 779 habitantes (densidade: 342,1 hab./km²).
Em 1 de janeiro de 2019, passou a formar parte da nova comuna de Val-de-Livenne.